# Mönchgut

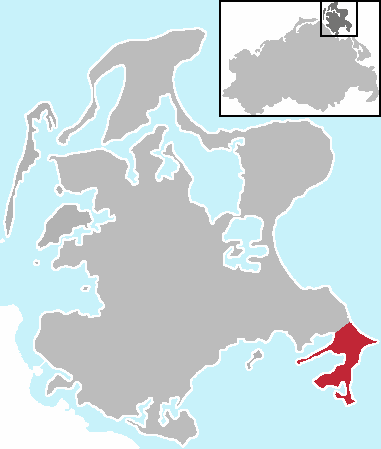
Localizzazione del Mönchgut

Il Mönchgut è una penisola di circa 29-30 km² situata nell'estremità sud-orientale dell'isola tedesca di Rügen, nel Land Meclemburgo-Pomerania Anteriore (Germania nord-orientale) ed affacciata sulla baia di Greifswald (Greifswalder Bodden).
La penisola fa parte di una delle tre aree protette incluse nella biosfera UNESCO del sud-est di Rügen.
Località principali del Mönchgut sono Middelhagen (considerato il "capoluogo" della penisola), Göhren (il maggiore centro abitato), Thiessow, Baabe e Gager.. Dalla penisola prendono il nome la comunità amministrativa di  Mönchgut-Granitz e il comune omonimo (istituito nel 2018).

## Geografia fisica

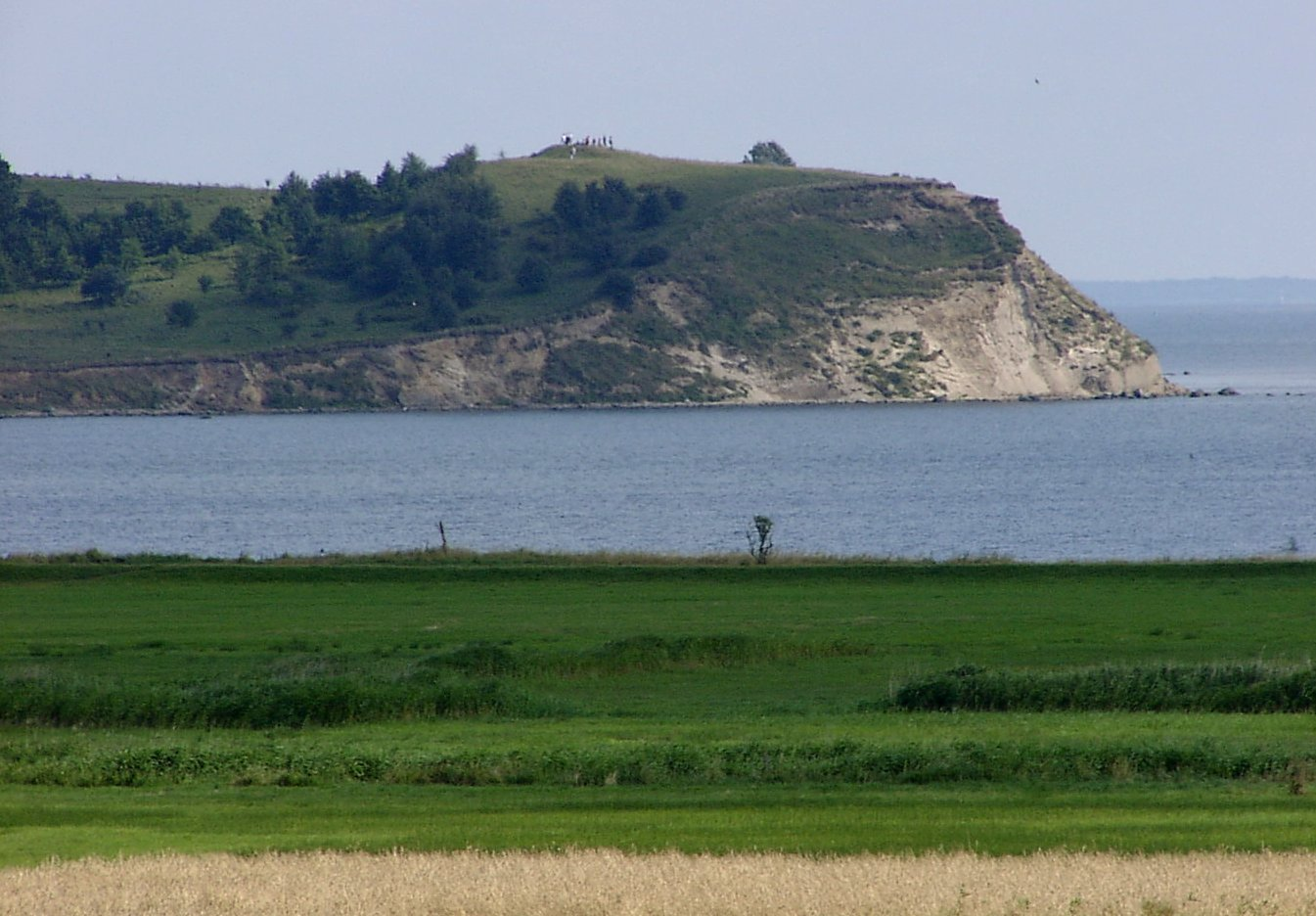
Panorama del Mönchgut

Il Mönchgut si estende a sud di Sellin, tra le località di Baabe (situata nella parte settentrionale della penisola) e Thiessow (situata nell'estremità meridionale della penisola)..
Altre località della penisola, oltre alle citate Middelhagen, Göhren, Thiessow, Baabe e Gager, sono Lobbe, Groß Ziecker e Klein Zicker.. Nell'estremità sud-occidentale del Mönchgut, tra Gager e Groß Ziecker, si trova una penisola di 1,5 km² nota come Zickersches Hövt.
Il territorio del Mönchgut si caratterizza per la presenza di baie, ripide scogliere e spiagge..

## Origini del nome
Il toponimo Mönchgut significa letteralmente "proprietà/terreno dei monaci", in quanto l'area era un tempo di proprietà dei monaci del monastero di Eldena (v. anche la sezione "Storia").

## Storia

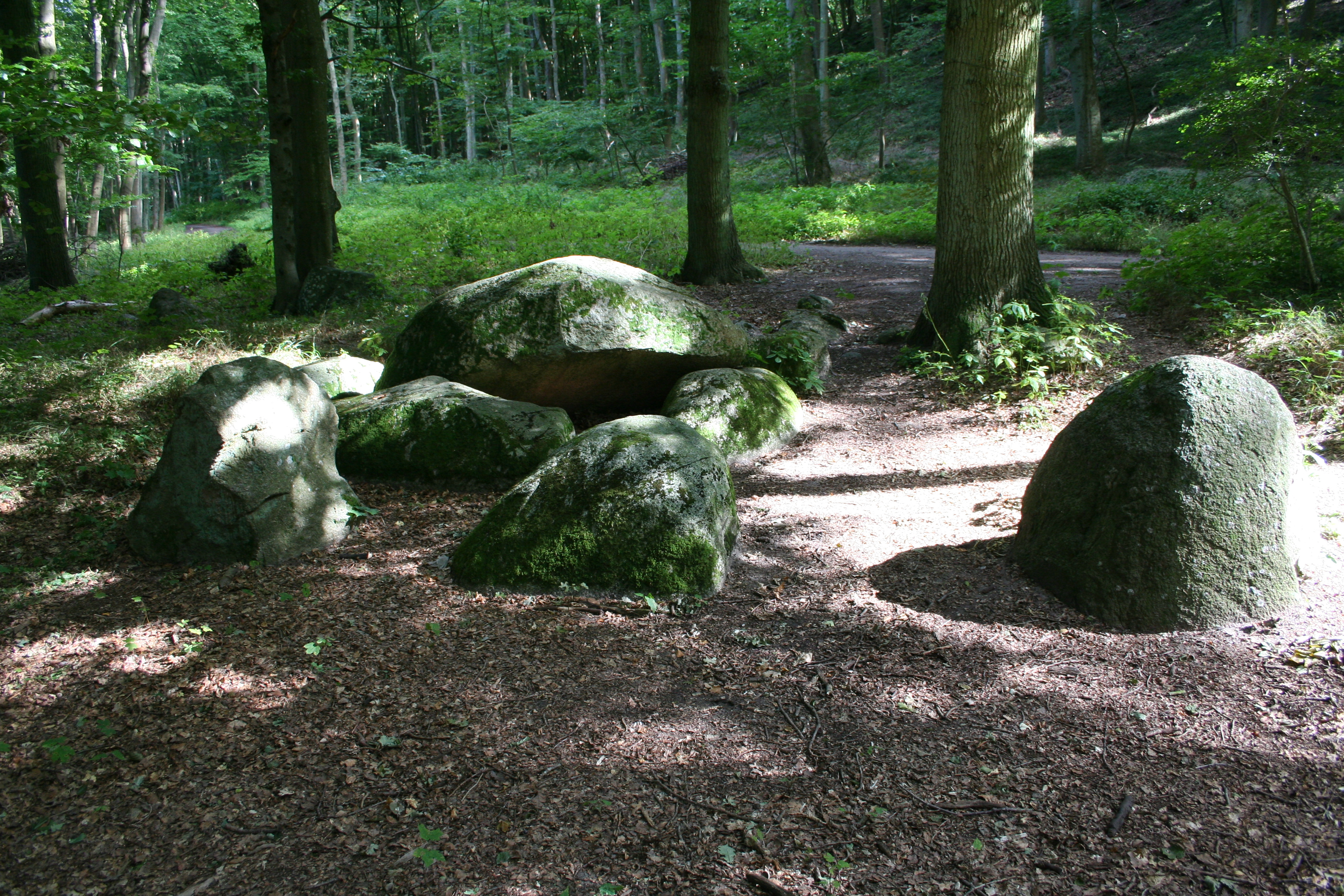
La Herzogsgrab, monumento megalitico nel Mönchgut

I primi insediamenti umani nell'area (così come in altre zone dell'isola di Rügen) risalgono almeno al 4.500 a.C., come testimonia la cosiddetta "Tomba del duca" (Herzogsgrab) rinvenuta in loco nel 1963.
Nel 1252 l'area divenne di proprietà dei monaci del monastero di Eldena e la penisola iniziò così ad essere definita der monnken gode (da cui "Mönchgut").
Fino al XIX secolo, gli abitanti della penisola vivevano principalmente di pesca.

## Flora e fauna

### Flora
La penisola si caratterizza per la particolarità della sua flora: crescono qui infatti circa 90 specie rare.

### Fauna
Nel Mönchgut nidificano uccelli quali la poiana.

## Cultura

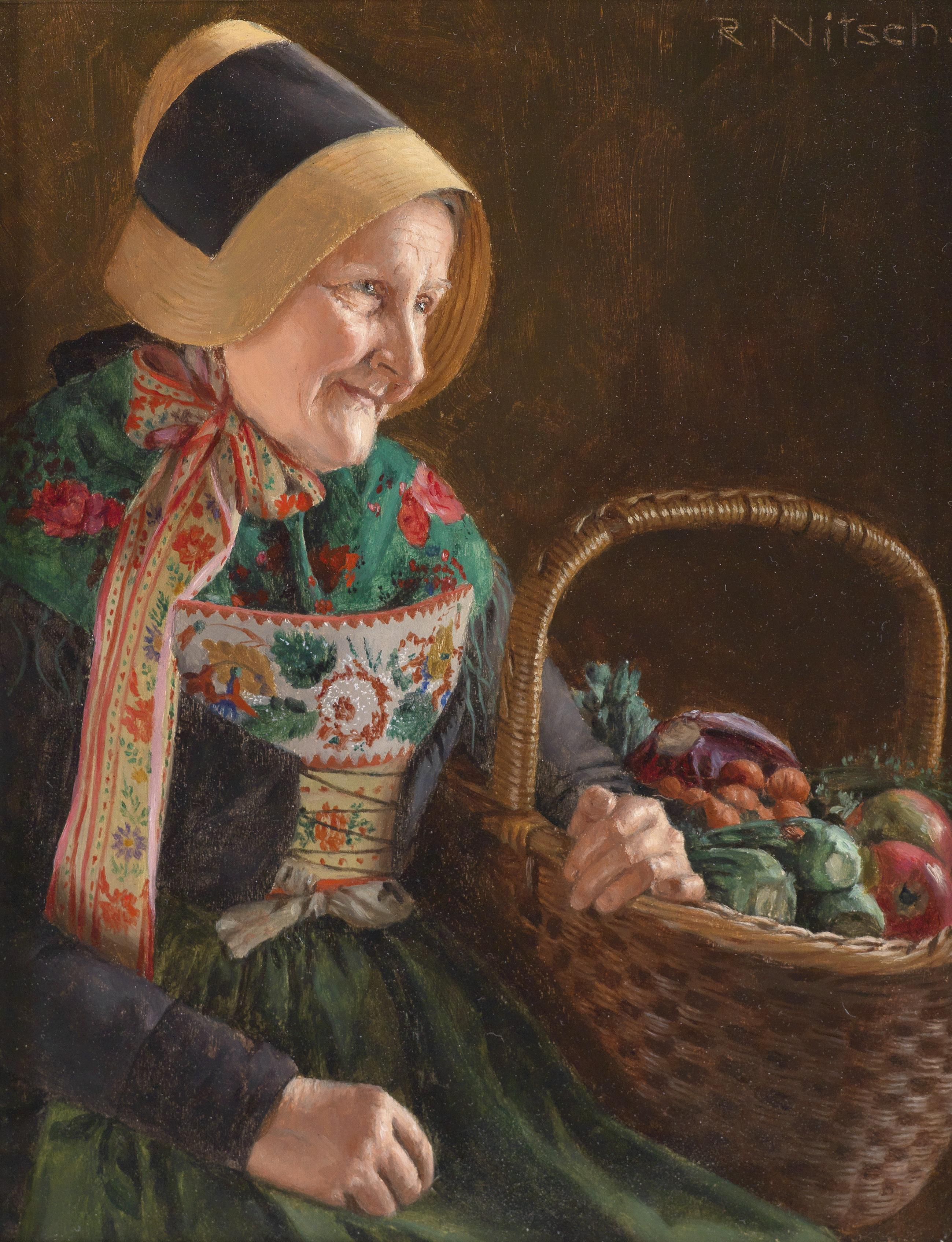
Il costume tradizionale del Mönchgut in un dipinto di Richard Nitsch

A Göhren è ubicato dal 1963 il Mönchguter Museum ("Museo del Mönchgut") dedicato alle tradizioni e alle attività lavorative della popolazione locale.
Inoltre, i costumi tradizionali del Mönchgut sono preservati dal Mönchguter Trachtengruppe, un'associazione fondata nel 1898.